# Прнявор (громада)
Прнявор (серб. Општина Прњавор) — боснійська громада, розташована в регіоні Баня-Лука Республіки Сербської. Адміністративним центром є місто Прнявор.